# Ульгэр (театр кукол)
Буря́тский республика́нский теа́тр ку́кол «Ульгэ́р» (бур. Буряад Уласай Хγγхэлдэйн «Үльгэр» театр) — кукольный театр в городе Улан-Удэ, Республика Бурятия.

## История
Основан в 1967 году артистом В.А. Закатовым. Первой постановкой молодого театра был спектакль «Сестрица Алёнушка и братец Иванушка». На первых порах «Ульгэр» не имел своего здания и находился в статусе разъездного театра. В 1983 году было получено бывшее здание театра Бурятской драмы по улице Ленина, 46.
Основной костяк творческого коллектива был сформирован в середине 1970-х годов, когда в труппу вошли бурятские артисты. С этого времени театр начал ставить спектакли и на бурятском языке. В 1990 году в труппу влилось большое количество выпускников ВСГИКа.
Театр «Ульгэр» за годы существования обзавёлся богатым репертуаром, включающим в себя классические сказки народов мира и пьесы бурятских драматургов Цырен-Базыра Бадмаева, Жана Зимина, Ц. Дондукова, Г. Башкуева и других.
В 2002 году РГИСИ выпустил Бурятскую студию (Жаргал и Оксана Лодоевы, Эржена Лхасарунова,  Даши Рабданов, Билигма и Дымбрыл Улзутуевы, Арсалан Бидагаров и Зоригто Дагбаев, курс Сергея Черкасского), и сейчас она составляет творческий костяк театра.
В 2015 году творческий коллектив театра вновь обновился. В «Ульгэр» пришла монгольская труппа (Ариунзул Лхашидням, Даваасурэн Бат-Улзий, Золжаргал Булган, Анхбаатар Буд и Будэрдэнэ Энхбат, курс Яны Туминой) – также выпускники РГИСИ.

## О здании театра по улице Ленина, 46
30 мая 1923 года была создана Бурят-Монгольская Советская Социалистическая Республика. 30 мая 2018 года исполнилось 95 лет со дня образования республики. По поводу этой даты «Ульгэр» напомнил зрителям и жителям Бурятии о том, чем является здание в истории республики. 
Для театра «Ульгэр» – это особенная дата. Ведь именно в этом родном для театра здании по улице Ленина, 46 в 1920 году на Съезде трудового населения Забайкалья была принята Декларация об образовании Дальневосточной Республики и избрано правительство. А спустя три года в декабре 1923 году на I Съезде Советов Бурят- Монгольской АССР были избраны ЦИК (БурЦИК) и Совнарком – первое правительство Бурят-Монгольской АССР . 
Здание Совнаркома в Улан-Удэ – традиционно было средоточием профессионального искусства Бурятии. Именно в нём находился музыкально-драматический театр, позже на его основе были созданы Театр оперы и балета и Бурятский драмтеатр, также в этом здании работал и Русский драматический театр 
Это место – колыбель театрального искусства республики.
1 октября 2017 года историческое здание театра по улице Ленина,46 признано аварийным, и в 2018 году театр временно занял помещение в доме по улице Свердлова, 6В.

## Международный фестиваль «Путь кочевника»
Фестиваль основан в 2007 году Министерством культуры Бурятии, традиционно его организатором выступает театр кукол «Ульгэр». Проводится один раз в пять лет (2007, 2012, 2017 и 2022 годах).
Основные задачи фестиваля «Путь кочевника»: выявление лучших творческих коллективов и исполнителей (актеров, режиссеров, художников, драматургов), установление творческих связей с театрами кукол, как России, так и зарубежья, обмен опытом в организации творческого процесса театров кукол, формирование и распространение идей духовного единства, дружбы и межнационального согласия народов. Главная цель фестиваля — это эстетическое воспитание детей, приобщение их к духовному наследию народов мира.
В разные годы на фестивале принимали участие разные российские театры , а также театры из Монголии, Китая, Японии.
Фестиваль «Путь кочевника» выявляет лучших в трёх номинациях:
- «Лучший спектакль»;
- «Лучшая режиссура»;
- «Лучшая работа художника».

С 5 по 10 июля 2022 года Ульгэр провел IV Международный фестиваль театров кукол «Путь кочевника». Фестиваль был приурочен к 55-летнему юбилею театра. В рамках «Пути кочевника» жители и гости Бурятии познакомились со спектаклями ведущих независимых театров России, отмеченных высшей Национальной театральной премией и фестиваля «Золотая маска», а также с двумя кукольными театрами из Монголии.
Театры участники:
- Авторский театр Анны Викторовой «КукФо» (г. Санкт-Петербург), спектакль «Птифуры. Бабушки»
- Независимый театр кукол из Монголии «СИТИ Университет» (г. Улан-Батор), спектакль «Живые картины»
- Театральная компания Натальи Суконкиной (г. Москва), спекаткль «Тишина. Посвящение Эдит пиаф»
- Монгольский государственный театр кукол (г. Улан-Батор), спектакль «История двух друзей»
- Лаборатория Яны Туминой (г. Санкт-Петербург), спектакль «Джинжик»

Как хозяева фестиваля театр «Ульгэр» представил полюбившуюся всем историю черно-бурого лиса, спектакль «… и звали его Домино» режиссеров Яны Туминой и Александра Балсанова.

## Победы на театральном фестивале «Золотая маска»
2006 год. «Поющая стрела»

В 2006 году спектакль театра «Поющая стрела» победил на российском театральном фестивале «Золотая маска» сразу в двух номинациях. Режиссёр Эрдэни Жалцанов рассказал, как появилась идея постановки.
«Идея спектакля возникла не случайно. В конце 80-х – начале 90-х годов прошлого XX века я познакомился впервые с картинами самобытного бурятского художника Цырен-Намжил Очирова. Еще при жизни его творчество не было оценено на должном уровне. В картинах художника быт кочевников-бурят показан в необычном для искушенного глаза ракурсе. 
Люди, животные, окружающий их мир, живут в своей естественной среде. И немаловажный аспект художника – его отношение к той жизни, к своим героям. Любая картина пронизана юмором и самоиронией самих героев.
И мне показалось, что естественным продолжением его творчества, жизни его героев, станет эпическая драма в куклах. Спектакль «Поющая стрела» дань памяти этому замечательному Художнику
2008 год. «Небесный аргамак»

Спустя два года, в 2008 году, «Ульгэр» снова стал лауреатом «Золотой маски». Спектакль «Небесный аргамак» режиссёра Туяны Бадагаевой по мотивам легенд о моринхуре  победил в номинации «Лучший спектакль в театре кукол». Режиссёр Туяна Бадагаева рассказала почему у постановки два названия: 
С незапамятных времен первым помощником человека был конь. У разных народов существует множество легенд о дружбе и предательстве между ними. В основу нашей постановки легли тувинские, монгольские, японские, китайские предания… Есть отрывок из национального эпоса «Гэсэр». По большому счету мы создали собственную легенду о моринхуре, у постановки «Небесный Аргамак» второе название «Легенда о Моринхуре».
2010 год. «Под вечным светом кумалана»

В 2010 году театр вновь побеждает на «Золотой маске» со спектаклем «Под вечным светом кумалана». Режиссёр постановки Эрдэни Жалцанов стал лауреатом в номинации «Лучшая работа режиссера», кроме того спектакль был номинирован ещё на две премии — «Лучший спектакль в театре кукол», «Лучшая работа художника» — Эрдэни Жалцанов, Евгений Болсобоев. «БилетОмск»так писал об этом спектакле:
Сюжет кукольного представления прост и вечен: борьба добра и зла, света и тьмы. На протяжении часа он разворачивается на сцене в глобальную историю всего человечества – сквозь призму легенд, сказаний и верований эвенков, одного из самых северных народов России. Эрдэни Жалцанов поставил сказку о гармонии взаимоотношений мира людей и мира животных. Эвенкийские сказки повествуют именно об этом – люди являются детьми природы. Человек в этом спектакле предстает частицей Космоса.

## Российская национальная премия и фестиваль «Золотая маска»
| Год  | Номинант                           | Номинация         | Результат |
| ---- | ---------------------------------- | ----------------- | --------- |
| 2006 | «Поющая стрела»                    | Спектакль         | Победа    |
| 2006 | Эрдэни Жалцанов                    | Работа режиссёра  | Номинация |
| 2006 | Ольга Акимова                      | Работа художника  | Номинация |
| 2006 | Арсалан Бидагаров                  | Работа актера     | Номинация |
| 2006 | Жаргал Лодоев                      | Работа актера     | Победа    |
| 2008 | «Небесный аргамак»                 | Спектакль         | Номинация |
| 2008 | Туяна Бадагаева                    | Работа режиссёра  | Победа    |
| 2008 | Павел Павлов                       | Работа художника  | Номинация |
| 2008 | Арсалан Бидагаров                  | Работа актера     | Номинация |
| 2008 | Оксана Лодоева                     | Работа актера     | Номинация |
| 2010 | «Под вечным светом Кумалана»       | Спектакль         | Номинация |
| 2010 | Эрдэни Жалцанов                    | Работа режиссёра  | Победа    |
| 2010 | Евгений Болсобоев, Эрдэни Жалцанов | Работа художника  | Номинация |
| 2019 | Руслан и Людмила                   | Спектакль         | Номинация |
| 2019 | Яна Тумина                         | Работа режиссера  | Номинация |
| 2019 | Кира Камалидинова                  | Работа художнника | Номинация |
| 2019 | Даши Рабданов                      | Работа актера     | Номинация |
| 2019 | Даваасурэн Бат-Улзий               | Работа актера     | Номинация |
| 2019 | Булган Золжаргал                   | Работа актера     | Номинация |
| 2020 | ...и звали его Домино              | Спектакль         | Номинация |
| 2020 | Яна Тумина, Александр Балсанов     | Работа режиссера  | Номинация |
| 2020 | Яна Тумина, Александр Балсанов     | Работа художника  | Номинация |

## Всероссийский Фестиваль «Арлекин»
| Год  | Номинант                          | Номинация                                                                   | Результат |
| ---- | --------------------------------- | --------------------------------------------------------------------------- | --------- |
| 2020 | Резеда Гаянова                    | Лучшая работа хореографа                                                    | Номинация |
| 2020 | Андрей Миронов                    | Лучшая работа художника по свету                                            | Номинация |
| 2020 | Спектакль «...и Звали его Домино» | Лучший актерский ансамбль                                                   | Номинация |
| 2020 | Яна Тумина, Александр Балсанов    | Лучшая работа режиссера                                                     | Номинация |
| 2020 | Спектакль «...и Звали его Домино» | Спецприз ассоциации театральных критиков                                    | Номинация |
| 2020 | Театр кукол «Ульгэр»              | Спецприз генерального информационно гопартнера фестиваля ГРК «Радио России» | Номинация |

## Участие в фестивалях
- Международный театральный фестиваль в Бейруте (Ливан) (1999);
- III региональный фестиваль театров кукол «Байкальское кольцо» в Чите (2003);
- I международный фестиваль спектаклей для детей и юношества «Кееда» в Элисте (2004);
- III региональный фестиваль театров кукол Сибири в Омске (2006);
- I международный фестиваль театров кукол «В гостях у Арлекина» в Омске (2009);
- 20-й международный фестиваль театров для детей в Суботице (Сербия , 2013) — лауреат в номинации «За сохранение национальных традиций», спектакль «Под вечным светом кумалана» — режиссер Эрдэни Жалцанов;
- XI Международный фестиваль кукольных и синтетических театров «КукАРТ» (Санкт-Петербург, 2013);
- III Международный карнавал кукол в г. Алматы (Казахстан, 2013) —  спектакль «Дерсу» режиссер Эрдэни Жалцанов и художник Ольга Акимова  получили три номинации: «За лучший спектакль», «Лучший режиссер», «Лучшая сценография»;
- V фестиваль национальных театров кукол «Радуга» (г. Самара, 2013) спектакль «Дочь Байкала — Ангара», режиссер Эрдэни Жалцанов;
- VI Фестиваль национальных театров кукол «Радуга» (г. Самара, 2015) спектакль «Под вечным светом кумалана», режиссер Эрдэни Жалцанов;
- III Международный фестиваль театров «Путь кочевника» (г. Улан-Удэ, 2017) спектакль «Сайнэр. Говорящий с ветром» режиссер Эрдэни Жалцанов;
- Российская национальная театральная премия «Золотая маска» (г. Москва, 2019) спектакль «Руслан и Людмила» режиссер Яна Тумина;
- I Межрегиональный Урало-Сибирский фестиваль-конкурс театров кукол «Сибирь. Терра Магика» (г. Красноярск, 2019) спектакль «Руслан и Людмила» режиссер Яна Тумина;
- III Международный Большой Детский фестиваль (г. Москва, 2019) спектакль «...и звали его Домино» режиссер Яна Тумина, Александр Балсанов;
- Фестиваль лучших спектаклей для детей со всей России «Артмиграция-детям» (г. Москва, 2019) спектакль «...и звали его Домино» режиссер Яна Тумина, Александр Балсанов;
- Фестиваль «Школа. Студия. Мастерская» (г. Санкт-Петербург, 2019) спектакль «...и звали его Домино» режиссер Яна Тумина, Александр Балсанов;
- XVII Всероссийский Фестиваль «Арлекин» (г. Санкт-Петербург, 2020) спектакль «...и звали его Домино» режиссер Яна Тумина, Александр Балсанов;
- Российская национальная театральная премия «Золотая маска» (г. Москва, 2020) спектакль «...и звали его Домино» режиссер Яна Тумина, Александр Балсанов;
- Фестиваль лучших спектаклей для детей со всей России «Артмиграция-детям» (г. Москва, 2021) спектакль «Кукушка» режиссер Анна Коонен, художник Александра Громова;
- IV Международный Большой Детский фестиваль (г. Москва, 2021) спектакль «Кукушка» режиссер Анна Коонен, художник Александра Громова.
- Российская национальная театральная премия «Золотая Маска» (2021) спектакль «Волшебная лампа Аладдина», режиссер Анна Иванова-Брашинская.
- II  Межрегиональный Урало-Сибирский фестиваль-конкурс театров кукол «Сибирь. Терра Магика» (г. Красноярск, 2022) спектакль «Волшебная лампа Аладдина», режиссер Анна Иванова-Брашинская.
- IV Международный фестиваль театров кукол и театров для детей «Сказочный балаганчик Скомороха» (г. Томск, 2022) спектакль «Поющая РепкЭ», режиссер Эрдэни Жалцанов.

## Награды
- Премия Правительства Российской Федерации за лучшую театральную постановку по произведениям русской классики (12 декабря 2018 года) — за постановку «Руслан и Людмила» (по поэме А.С.Пушкина «Руслан и Людмила»)[14].